# Involucropyrenium
Involucropyrenium Breuss (płoszczyk) – rodzaj grzybów z rodziny brodawnicowatych (Verrucariaceae). Ze względu na współżycie z glonami niektóre gatunki zaliczane są do grupy porostów.

## Systematyka i nazewnictwo
Pozycja w klasyfikacji według Index Fungorum: Verrucariaceae, Verrucariales, Chaetothyriomycetidae, Eurotiomycetes, Pezizomycotina, Ascomycota, Fungi.
Nazwa polska według W. Fałtynowicza.

## Gatunki
- Involucropyrenium llimonae (Etayo, Nav.-Ros. & Breuss) Breuss 2004[3]
- Involucropyrenium nuriense (Nav.-Ros. & Breuss) Breuss 2004[3]
- Involucropyrenium pusillum Breuss & Türk 2004[3]
- Involucropyrenium sbarbaronis (Servít) Breuss 1996
- Involucropyrenium squamulosum (Van den Boom & M. Brand) Breuss[3]
- Involucropyrenium terrigenum (Zschacke) Breuss 1996
- Involucropyrenium tremniacense (A. Massal.) Breuss 1996

Nazwy naukowe na podstawie Index Fungorum.